# Pyemotes dryas
Pyemotes dryas är en spindeldjursart som först beskrevs av von Vitzthum 1923.  Pyemotes dryas ingår i släktet Pyemotes, och familjen Pyemotidae. Arten är reproducerande i Sverige.